# قشلاق أغداش بهرام (مقاطعة بيله سوار)
قشلاق أغداش بهرام (بالفارسية: قشلاق اغداش بهرام) هي منطقة سكنية تقع في إيران في أردبيل. يقدر عدد سكانها بـ 40 نسمة .